# Xanthomonas campestris
Xanthomonas campestris är en bakterie bland pseudomonaderna, stavformig med polär cilie.
Den förekommor allmänt i blad, stjälk och rot hos korsblommiga växter som olika slags kål, kålrötter, rovor med flera. De infekterar värdväxterna brunbakterios, som brunfärgar växtens kärlsträngar med omgivande delar.  Används för kommersiell framställning av Xantangummi som bl.a. används som förtjockningsmedel inom livsmedelsindustrin.